# Sport- und Schwimmverein Jahn 2000 Regensburg
Lo Sport- und Schwimmverein Jahn Regensburg e.V., abbreviato in Jahn Regensburg, SSV Jahn o Jahn, è una società calcistica tedesca di Ratisbona, in Baviera. Milita nella 3. Liga, la terza divisione del campionato tedesco.
Fa parte di una grande società polisportiva nata nel 1886 con il nome di Turnerbund Jahn Regensburg, il cui nome deriva da Friedrich Ludwig Jahn, noto anche come "il padre della ginnastica tedesca". La sezione calcistica nacque nel 1907.
Dal 2015 disputa le partite interne nella Continental Arena di Ratisbona (15.224 posti).

## Storia
La sezione calcistica nacque nel 1907 e insieme a quella del nuoto, nel 1924, andò a formare lo Sportbund Jahn Regensburg. La società poi si unì nel 1934 con lo Sportverein 1889 Regensburg e lo Schwimmverein 1920 Regensburg per formare il Sport- und Schwimmverein Jahn 1889 Regensburg con il principale obiettivo di rinforzare la squadra di calcio, che però in seguito ottenne risultati mediocri in Gauliga Bayern, una delle sedici massime divisioni create dal Nazismo nel 1933. I migliori risultati ottenuti in questi anni furono due terzi posti nel 1938 e nel 1939.
Tra la fine della seconda guerra mondiale e la creazione della Bundesliga nel 1963 lo Jahn giocò tra l'Oberliga Süd e la 2. Oberliga Süd. Per due stagioni, nel 1976 e nel 1977, la squadra giocò in 2. Fußball-Bundesliga Süd prima di retrocedere in Amateurliga Bayern e in Landesliga Bayern-Mitte (IV) nel 1978. La squadra raggiunse il punto più basso della sua storia nel 1996, allorquando retrocesse in Landesliga Bayern-Mitte, diventata nel frattempo un girone di quinta divisione.
Nel 2000 la sezione calcistica si staccò dalla società per aggregarsi nel 2002 con i giocatori del SG Post/Süd Regensburg. Nel 2003 la compagine raggiunse la 2. Bundesliga, ma retrocesse dopo solo una stagione, afflitta da problemi finanziari che riuscì a risolvere soltanto nel 2005. Nella stagione 2008-2009 lo Jahn giocò in 3. Liga in virtù del nono posto conquistato l'anno precedente in Regionalliga (III), mentre nella stagione 2011-2012 la squadra raggiunse di nuovo la 2. Bundesliga, ma retrocesse anche questa volta in modo immediato.
Dopo altre due stagioni nella 3. Liga, alla fine della stagione 2014-2015 retrocesse in Regionalliga Bayern, avendo occupato l'ultimo posto nella terza serie tedesca. Nel 2015-2016, dopo una sola stagione nel quarto livello del campionato tedesco, fu promossa in 3. Liga grazie al primo posto e alla vittoria contro la Primavera del Wolfsburg (Campione della Regionalliga Nord) allo spareggio. Nella stagione seguente ottenne la promozione in 2. Bundesliga sconfiggendo nel doppio spareggio il Monaco 1860, condannando la squadra di Monaco alla retrocessione in terza serie. Retrocessa nel 2022-2023, la squadra riguadagnò la seconda serie piazzandosi terza in 3. Liga nel 2023-2024 e vincendo poi il doppio spareggio promozione-retrocessione contro il Wehen.

## Palmarès

### Competizioni regionali
- Fußball-Regionalliga: 1

2015-2016 (Regionalliga Bayern)
- Oberliga Bayern: 3

1966-1967, 1999-2000, 2006-2007

### Altri piazzamenti
- 3. Liga:

Terzo posto: 2011-2012, 2016-2017, 2023-2024

## Organico

### Rosa 2024-2025
Aggiornata al 07 Luglio 2024.
| N. |                     | Ruolo | Calciatore         |
| -- | ------------------- | ----- | ------------------ |
| 1  | Germania (bandiera) | P     | Felix Gebhardt     |
| 2  | Germania (bandiera) | D     | Bryan Hein         |
| 4  | Germania (bandiera) | D     | Florian Ballas     |
| 5  | Germania (bandiera) | D     | Rasim Bulić        |
| 6  | Germania (bandiera) | D     | Benedikt Saller    |
| 7  | Germania (bandiera) | A     | Oscar Schönfelder  |
| 8  | Germania (bandiera) | C     | Andreas Geipl      |
| 9  | Germania (bandiera) | A     | Eric Hottmann      |
| 10 | Germania (bandiera) | C     | Christian Viet     |
| 11 | Germania (bandiera) | D     | Nico Ochojski      |
| 12 | Germania (bandiera) | P     | Leon Ćuk           |
| 13 | Germania (bandiera) | D     | Alexander Bittroff |
| 14 | Germania (bandiera) | D     | Robin Ziegele      |
| 15 | Germania (bandiera) | C     | Sebastian Ernst    |
| 16 | Germania (bandiera) | D     | Louis Breunig      |
| 18 | Germania (bandiera) | C     | Niclas Anspach     |
| 19 | Germania (bandiera) | C     | Christian Schmidt  |

| N. |                      | Ruolo | Calciatore           |
| -- | -------------------- | ----- | -------------------- |
| 20 | Germania (bandiera)  | A     | Noah Ganaus          |
| 21 | Germania (bandiera)  | C     | Tobias Eisenhuth     |
| 22 | Germania (bandiera)  | A     | Noel Eichinger       |
| 24 | Germania (bandiera)  | D     | Tim Handwerker       |
| 23 | Germania (bandiera)  | P     | Julian Pollersbeck   |
| 25 | Germania (bandiera)  | A     | Jonas Bauer          |
| 27 | Germania (bandiera)  | C     | Dominik Kother       |
| 26 | Togo (bandiera)      | D     | Frederic Ananou      |
| 29 | Germania (bandiera)  | C     | Elias Huth           |
| 30 | Germania (bandiera)  | C     | Christian Kühlwetter |
| 31 | Germania (bandiera)  | A     | Max Meyer            |
| 32 | Germania (bandiera)  | P     | Alexander Weidinger  |
| 33 | Germania (bandiera)  | A     | Kai Pröger           |
| 34 | Finlandia (bandiera) | C     | Anssi Suhonen        |
| 36 | Germania (bandiera)  | A     | Kelvin Onuigwe       |
| 37 | Germania (bandiera)  | D     | Leopold Wurm         |
| 39 | Germania (bandiera)  | A     | Dejan Galjen         |

### Partecipazione ai campionati
| Livello | Categoria                       | Partecipazioni | Debutto   | Ultima stagione | Totale |
| ------- | ------------------------------- | -------------- | --------- | --------------- | ------ |
| 1º      | Kreisliga, Bezirksliga, Gauliga | 17             | 1921-1922 | 1943-1944       | 24     |
| 1º      | Oberliga                        | 7              | 1949-1950 | 1960-1961       | 24     |
| 2º      | Gauliga, Kreisliga, Bezirksliga | 11             | 1916-1917 | 1936-1937       | 39     |
| 2º      | Bayernliga, II. Division        | 11             | 1945-1946 | 1962-1963       | 39     |
| 2º      | Regionalliga                    | 7              | 1967-1968 | 1973-1974       | 39     |
| 2º      | 2. Bundesliga                   | 10             | 1975-1976 | 2022-2023       | 39     |
| 3º      | Bayernliga                      | 14             | 1963-1964 | 1993-1994       | 38     |
| 3º      | Regionalliga                    | 6              | 2000-2001 | 2007-2008       | 38     |
| 3º      | 3. Liga                         | 8              | 2008-2009 | 2023-2024       | 38     |
| 4º      | Landesliga                      | 8              | 1965-1966 | 1989-1990       | 13     |
| 4º      | Bayernliga                      | 4              | 1994-1995 | 2006-2007       | 13     |
| 4º      | Regionalliga                    | 1              | 2015-2016 | 2015-2016       | 13     |
| 5º      | Verbandsliga                    | 4              | 1995-1996 | 1999-2000       | 4      |